# Anthony Noel, 6. Earl of Gainsborough
Anthony Baptist Noel, 6. Earl of Gainsborough (* 17. Januar 1950) ist ein britischer Adeliger, der 2009 den Titel als Earl of Gainsborough erbte.

## Leben
Noel, ältester Sohn von Anthony Noel, 5. Earl of Gainsborough und dessen Ehefrau Mary Stourton, absolvierte seine schulische Ausbildung am Ampleforth College. Danach folgte ein Studium am Royal Agricultural College in Cirencester.
Nach dem Tode seines Vaters am 29. Dezember 2009 erbte Noel den Titel als 6. Earl of Gainsborough sowie die diesem Titel nachgeordneten Titel als 6. Viscount Campden, of Campden in the County of Gloucester, 8. Baron Barham, of Barton Court and Teston in the County of Kent, 6. Baron Noel, of Ridlington in the County of Rutland sowie 8. Baronet.
Noel heiratete am 23. Mai 1972 Sarah Rose Winnington, die später Lady-in-Waiting von Diana, Princess of Wales war. Aus der Ehe ging der Sohn Henry „Harry“ Robert Anthony Noel hervor, der als voraussichtlicher Titelerbe (Heir apparent) den Höflichkeitstitel (Courtesy Title) Viscount Campden trägt.